# 你我的崩壞世界
《你我的崩壞世界》（きみとぼくの壊れた世界）是西尾維新創作、TARGO插畫的輕小說，在講談社發行的雜誌《梅菲斯特》（メフィスト）刊登「問題篇」，單行本增加了「偵探篇」、「解答篇」與「結局」。
此外，有登場人物病院坂黑貓的親戚病院版迷路登場的續集。

## 劇情大綱
主角，櫃內樣刻是溺愛妹妹櫃內夜月的高中生。與琴原莉莉絲、迎槻箱彥、保健室的天才病院坂幾位友人過著平凡的生活。某天，樣刻制裁了對夜月出手的同學數澤六人。但卻在同一天，數澤被發現陳屍在校內。樣刻和病院坂聯手追查事件的謎底。

## 登場人物
櫃內 樣刻（ひつうち　さまとき）
本作主角。有戀妹情節，溺愛妹妹夜月。綽號「撿破爛（Piece Maker）」。
櫃內 夜月（ひつうち　よるつき）
樣刻的妹妹，愛慕著樣刻。優等生，趣味為讀書與整理書櫃。
琴原 莉莉絲（ことはら　りりす）
樣刻的友人。箱彥的青梅竹馬。喜歡樣刻。綽號為肉的名字。對肩胛骨相當有自信。
迎槻 箱彥（むかえづき　はこひこ）
樣刻的友人。劍道社社長。有「突刺的箱彥」稱號。有六塊腹肌。
病院坂 黑貓（びょういんざか　くろねこ）
因為社交恐懼症，到保健室上學的天才。相當中意樣刻。個子矮小，胸部卻很大（86CM，E罩杯）。毫無體力。
代替工作繁忙離開保健室的校醫處理學生傷口。情報通，收集情報的能力遺傳自父親。
數澤 六人（かずさわ　ろくにん）
夜月的同班同學，喜歡夜月。劍道社。故事中期被殺。

## 出版一覽

### 中文版
- 你我的崩壞世界 ISBN 957-10-3199-2

### 日文版
- 、2003年11月、ISBN 4-06-182342-6
- 、2007年10月、ISBN 4-06-214331-3
- 、2007年10月、ISBN 4-06-182557-7
- 、2007年10月、ISBN 4-06-214332-1